# ゴレンスカ地方

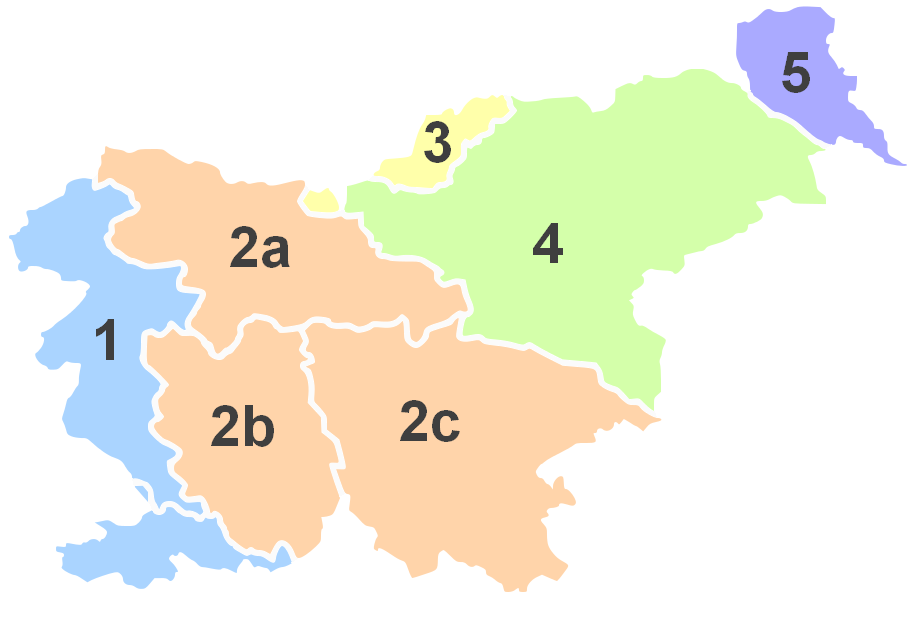
2aがゴレンスカ地方（赤色）

ゴレンスカ地方（スロベニア語：Gorenjska、英語：Upper Carniola、ドイツ語：Oberkrain）は、スロベニアの伝統的な地方であり、行政単位としての意味は持たない。歴史的には、ハプスブルク家の領有するカルニオラ公国の一部だった。
「ゴレンスカ」とは「上部地方」を意味するスロベニア語であり、カルニオラ公国時代の地方名に由来する。
この地方の伝統的な中心部はクラーニであり、他の主な都市はイェセニツェ、トルジッチ、シュコーフィア・ロカ、カムニークそしてドムジャレである。
また、31ものミリオンヒットを叩き出し、「Na Golici(トランペット・エコー)」が1000万枚の大ベストセラーとなったアコーディオン奏者のSlavko Avsenikを輩出していることから、アルプス音楽の聖地の一つにもなっている。